# Tara Browne
Tara Browne var en engelsk adelsman, född den 4 mars 1945 och död i en bilolycka den 18 december 1966. Han var son till Dominick Geoffrey Edward Browne, 4:e baron Oranmore and Browne och Oonagh Guiness.
Tara Browne var medlem av det brittiska överhuset, men han var också aktiv i Londons innekretsar åren före sin död. Han umgicks bland annat med Paul McCartney. Det anses vara Tara Brownes död som inspirerat en av John Lennons verser i låten A Day in the Life, som avslutar The Beatles LP Sgt. Pepper's Lonely Hearts Club Band 1967.
He blew his mind out in a car
He didn't notice that the lights had changed
A crowd of people stood and stared
They'd seen his face before
Nobody was really sure
If he was from the House of Lords.